# Les Archives de Roshar
Les Archives de Roshar (titre original : The Stormlight Archive) est un cycle de fantasy écrit par Brandon Sanderson. La série s’intègre dans l’univers étendu du Cosmère.

## Thème
Sur la planète Roshar, monde de pierres balayé par les tempêtes, un violent conflit fait rage depuis plusieurs années entre dix armées coalisées contre un seul et même ennemi. Alors que les tempêtes se font de plus en plus fortes, un mystérieux passé refait lentement surface, avec les ordres des Chevaliers Radieux qui désertèrent des millénaires plus tôt. Seules leurs reliques demeurent, des épées et des armures conférant des capacités surhumaines, et pour lesquelles les nations sont prêtes à s’entre-déchirer.

## Livres
Dix romans sont prévus dans la série, divisée en deux séries de cinq, chacun étant centré sur le point de vue d’un personnage principal, mais comportant également plusieurs autres points de vue à la manière du cycle du Trône de fer. Le premier roman, La Voie des rois, paru en 2010, a été séparé en deux, bien que Brandon Sanderson le considère comme un seul ouvrage. Le deuxième, Le Livre des Radieux, est paru en 2014 et le troisième, Justicière (initialement nommé Stones Unhallowed en version originale, avant d'être repris sous le titre Oathbringer ) est publié fin 2017.
Le premier ouvrage de la série est paru en français en 2015, le second en 2017, le troisième en 2019 et le quatrième en 2021.

### Éditions
1. La Voie des rois, Le Livre de poche, 2015 ((en) The Way of Kings, 2010)  (ISBN 978-2-253-19123-0 et 978-2-253-19124-7)Prix David Gemmell du meilleur roman de fantasy 2011 - Publié en français en deux tomes
2. Le Livre des Radieux, Le Livre de poche, 2017 ((en) Words of Radiance, 2014)  (ISBN 978-2-253-19129-2 et 978-2-253-19130-8)Prix David Gemmell du meilleur roman de fantasy 2015 - Publié en français en deux tomes

- Dansecorde ((en) Edgedancer, 2017)Parue dans le recueil de nouvelles Sixième du Crépuscule et Autres Nouvelles aux éditions Le Livre de poche

1. Justicière, Le Livre de poche, 2019 ((en) Oathbringer, 2017)  (ISBN 978-2-253-08372-6 et 978-2-253-08373-3)Publié en français en deux tomes

- Éclat de l'Aube, Le Livre de poche, 2022 ((en) Dawnshard, 2020)  (ISBN 978-2-253-10691-3)

1. Rythme de guerre, Le Livre de poche, 2021 ((en) Rhythm of War, 2020)  (ISBN 978-2-253-24222-2 et 978-2-253-24223-9)Publié en français en deux tomes
2. Vent et Vérité, Le Livre de poche, 2025 ((en) Wind and Truth, 2024)  (ISBN 978-2-253-90923-1 et 978-2-253-90924-8)Publié en français en deux tomes, le second étant à paraître le 3 décembre 2025

## Réception
Lors de sa publication en anglais, La Voie des rois s’est hissé à la 7e place de la New York Times Best Seller list. Il a également remporté les Whitney Awards (en) du meilleur roman de l’année. Il a remporté le prix David Gemmell avec La Voie des rois en 2011 et Le Livre des Radieux en 2015.

## L'univers

### Les pouvoirs
| Les pouvoirs   | Les pouvoirs                        | Les pouvoirs  | Les pouvoirs  |
| Pouvoir        | Flux                                | Radieux 1     | Radieux 2     |
| -------------- | ----------------------------------- | ------------- | ------------- |
| Adhésion       | Pression et Vide                    | Forgelien     | Marchevent    |
| Gravitation    | Gravité                             | Marchevent    | Clivecieux    |
| Division       | Destruction et Décomposition        | Clivecieux    | Désagrégateur |
| Abrasion       | Friction                            | Désagrégateur | Dansecorde    |
| Progression    | Croissance et Guérison/Régénération | Dansecorde    | Veristigateur |
| Illumination   | Lumières, Sons et Formes d'Ondes    | Veristigateur | Tisseflamme   |
| Transformation | Spiricantation                      | Tisseflamme   | Outrepasseur  |
| Transport      | Mouvement et Transition Réalmatique | Outrepasseur  | Façonneur     |
| Cohésion       | Interconnection Axiale poussée      | Façonneur     | Gardepierre   |
| Tension        | Interconnection Axiale modérée      | Gardepierre   | Forgelien     |

### Les Héraults
| Les Héraults | Les Héraults                | Les Héraults                               | Les Héraults   | Les Héraults    |
| Nom          | Autres noms                 | Titres                                     | Fonction       | Chef de l'ordre |
| ------------ | --------------------------- | ------------------------------------------ | -------------- | --------------- |
| Jezrien      | Jezerezeh'Elin Yaezir Yaysi | Héraut des Rois                            | Le Roi         | Marchevents     |
| Nale         | Nalan Nin Nakku             | Héraut de la Justice                       | Le Juge        | Clivecieux      |
| Chanarach    | Chana                       | Héraut des Humains                         | La Gardienne   | Désagrégateurs  |
| Vedel        | Vedeledev Vev               |                                            | La Soigneuse   | Dansecordes     |
| Pailiah      | Pali                        |                                            | L'Érudite      | Veristigateurs  |
| Shalash      | Ash                         | Héraut de la Beauté La Dame des Rêves      | L'Artiste      | Tisseflamme     |
| Battar       | Dova                        |                                            | La Conseillère | Outrepasseur    |
| Kalak        | Kelek'Elin Kellai           |                                            | Le Créateur    | Façonneur       |
| Taln         | Talenel Talenelat'Elin      | Hérault de la Guerre                       | Le Soldat      | Gardepierre     |
| Ishar        | Ishi'Elin Tashi Tezim       | Hérault de la Chance, Hérault des Mystères | Le Prêtre      | Forgelien       |

### Les Chevaliers Radieux
| Les Chevaliers Radieux      | Les Chevaliers Radieux | Les Chevaliers Radieux | Les Chevaliers Radieux             | Les Chevaliers Radieux |
| Type                        | Pouvoir 1              | Pouvoir 2              | Sprène                             | Hérault                |
| --------------------------- | ---------------------- | ---------------------- | ---------------------------------- | ---------------------- |
| Marchevent Windrunners      | Adhésion               | Gravitation            | Sprène d'honneur Honorspren        | Jezrien                |
| Clivecieux Skybreakers      | Gravitation            | Division               | Haut sprène Highspren              | Nale                   |
| Désagrégateur Dustbringers  | Division               | Abrasion               | Sprène de cendre Ashspren          | Chanarach              |
| Dansecorde Edgedancers      | Abrasion               | Progression            | Sprène de culture Cultivationspren | Vedel                  |
| Veristigateur Truthwatchers | Progression            | Illumination           | Sprène de brume Mistspren          | Pailiah                |
| Tisseflamme Lightweavers    | Illumination           | Transformation         | Cryptique Cryptic                  | Shalash                |
| Outrepasseur Elsecallers    | Transformation         | Transport              | Sprène d'encre Inkspren            | Battar                 |
| Façonneur Willshapers       | Transport              | Cohésion               | Voyageurs Lightspren               | Kalak                  |
| Gardepierre Stonewards      | Cohésion               | Tension                | Sprène de Pics Peakspren           | Talenel                |
| Forgelien Bondsmiths        | Tension                | Adhésion               | Sprène de Dieu Godspren            | Ishar                  |

### Les Fusionnés
| Les Fusionnés               | Les Fusionnés | Les Fusionnés  | Les Fusionnés |
| Nom                         | Nom original  | Pouvoir        | Membres       |
| --------------------------- | ------------- | -------------- | ------------- |
| Ceux des Cieux Les Celestes | Shanay-im     | Gravitation    | Lady Leshwi   |
| Les Masqués                 | Mavset-im     | Illumination   |               |
| Les Pourchasseurs           | Nex-im        | Transport      | Lezian        |
| Ceux qui Glisse             | Shetel-im     | Abrasion       |               |
| Ceux des Profonds           | Makay-im      | Cohésion       |               |
| Ceux de la Transformation   | Fahnnan-im    | Transformation | Raboniel      |
| Les Amplifiés               |               | Progression    |               |